# トップスターショー・歌ある限り
『トップスターショー 歌ある限り』（トップスターショー うたあるかぎり）は、1976年10月7日から1977年12月29日までTBS系列24局で放送されていたTBS製作の歌謡番組である。放送時間は毎週木曜 21:00 - 21:55 （日本標準時）。

## 概要
毎回スタジオに観客を招いて行われていた公開番組。ゲストには、演歌歌手やポップ・ミュージックの歌手を1人または複数人招いていた。司会は、俳優の二谷英明と当時TBSアナウンサーの久米宏が務めていた。歌と歌の合間には、二谷とゲスト歌手によるトークが行われた。番組収録は、TBS本館ビル（後の赤坂メディアビル）のGスタジオで行われていた。
エンディングテーマには、主に森田公一とトップギャランの「青春時代」が使われていた（1977年11月からは「過ぎてしまえば」を使用）。この曲が流れる時には必ず歌詞テロップが表示されたが、ゲスト歌手が歌を披露する際には歌詞テロップを流すことはあまりなかった。
最終回では、『速報！第19回日本レコード大賞』で曲が大賞候補ベスト10入りした歌手10組がゲスト出演した。この回のエンディングで初めて番組終了の旨が二谷の口から伝えられ、そこへ後番組『ザ・ベストテン』の司会者である黒柳徹子が登場し、番組の告知をするという演出があった。なお、本番組司会の久米は『ザ・ベストテン』にも引き続き出演し、黒柳とともに司会を務めていた（1985年4月まで）。
本番組の再放送は、2015年5月10日からTBSチャンネル1で行われている。ただし同局では放送時間も放送回の順序も定まっておらず、第14回が金曜3時台（木曜深夜）に放送された翌週には第35回が日曜15時台に放送されたりと毎回まちまちである。また、TBSチャンネル公式サイトには番組そのものの特集ページがなく、再放送された回それぞれに特集ページが設けられている。

## 出演者

### レギュラー出演者
- 司会：二谷英明、久米宏
- 演奏：宮間利之とニューハード、森寿男とブルーコーツ、G&Tサウンド、堅田社中
- 踊り：花柳社中
- コーラス：APPLE
- 指揮：長洲忠彦、森寿男

### ゲスト歌手
| 放送回 | 本放送日 | ゲスト出演者                                                     |
| 1976年 | 1976年   | 1976年                                                           |
| ------ | -------- | ---------------------------------------------------------------- |
| #2     | 10月14日 | 五木ひろし、小柳ルミ子、桜田淳子、八代亜紀、斉藤こず恵、森光子   |
| #3     | 10月21日 | 島倉千代子、梓みちよ、井上順、野口五郎                           |
| #5     | 11月4日  | 都はるみ、森進一、南沙織、西城秀樹                               |
| #6     | 11月11日 | 布施明、伊東ゆかり、青江三奈、細川たかし、加藤剛                 |
| #8     | 11月25日 | 橋幸夫、五木ひろし、藤圭子、内藤やす子                           |
| #9     | 12月2日  | 北島三郎、小柳ルミ子、野口五郎、森昌子                           |
| #10    | 12月9日  | 都はるみ、野口五郎、西城秀樹、八代亜紀、松尾和子                 |
| #11    | 12月16日 | 森進一、五木ひろし、八代亜紀、ガッツ石松                         |
| #12    | 12月23日 | 梓みちよ、五木ひろし、太田裕美、十朱幸代                         |
| 1977年 |          |                                                                  |
| #14    | 1月6日   | 小林旭、水前寺清子、西川峰子、内藤やす子                         |
| #16    | 1月20日  | 森進一、桜田淳子、小柳ルミ子、殿さまキングス                     |
| #17    | 1月27日  | 北島三郎、五木ひろし、桜田淳子、西城秀樹、輪島大士               |
| #18    | 2月3日   | 北島三郎、西城秀樹、布施明、内山田洋とクールファイブ             |
| #19    | 2月10日  | 森進一、五木ひろし、八代亜紀、研ナオコ                           |
| #20    | 2月17日  | 沢田研二、森昌子、由紀さおり、田宮二郎                           |
| #21    | 2月24日  | 倍賞千恵子、梓みちよ、小柳ルミ子、井上順                         |
| #22    | 3月3日   | 五木ひろし、八代亜紀、野口五郎、テレサ・テン                     |
| #23    | 3月10日  | 都はるみ、森進一、勝新太郎                                       |
| #24    | 3月17日  | 宝田明、梓みちよ、布施明、あおい輝彦                             |
| #25    | 3月24日  | 森進一、沢田研二、石川さゆり、グラシェラ・スサーナ               |
| #29    | 4月21日  | 北島三郎、藤圭子、和田アキ子、北原ミレイ                         |
| #30    | 4月28日  | 朝丘雪路、森進一、太田裕美                                       |
| #31    | 5月5日   | フランク永井、沢田研二、八代亜紀、岩崎宏美                       |
| #33    | 5月19日  | 小林旭、梓みちよ、郷ひろみ、桜田淳子                             |
| #35    | 6月2日   | 島倉千代子、沢田研二、小柳ルミ子、野口五郎                       |
| #36    | 6月9日   | 梓みちよ、松崎しげる、西田敏行、田端義夫、小林旭                 |
| #37    | 6月16日  | 北島三郎、五木ひろし、八代亜紀、アグネス・チャン                 |
| #38    | 6月23日  | 春日八郎、小柳ルミ子、郷ひろみ、三田佳子、小林旭                 |
| #39    | 6月30日  | 五木ひろし、沢田研二、布施明、森進一                             |
| #42    | 7月21日  | 森進一、都はるみ、八代亜紀                                       |
| #43    | 7月28日  | 布施明、研ナオコ、鳳蘭、玉梓真紀、奈緒ひろき、風美佳、大湖かつら |
| #46    | 8月18日  | 島倉千代子、石川さゆり、水前寺清子、布施明                       |
| #47    | 8月25日  | 森光子、五木ひろし、玉置宏、ディック・ミネ、小林旭               |
| #48    | 9月1日   | 坂上二郎、八代亜紀、青江三奈、都はるみ                           |
| #49    | 9月8日   | 橋幸夫、北島三郎、由紀さおり、小柳ルミ子                         |
| #50    | 9月15日  | アイ・ジョージ、梓みちよ、チェリッシュ、細川たかし               |
| #52    | 9月29日  | 森進一、布施明、沢田研二、五木ひろし                             |
| #56    | 10月27日 | 五木ひろし、新沼謙治、李成愛、財津一郎                           |
| #57    | 11月3日  | 都はるみ、松尾和子、桜田淳子、野口五郎                           |
| #59    | 11月17日 | 北島三郎、森昌子、桃井かおり                                     |
| #60    | 11月24日 | 石川さゆり、雪村いづみ、森進一                                   |

## スタッフ
- 構成：福地美穂子[1]、松原史明[1]、奥山侊伸[1]、保富康午[1]、沢口義明、平井靖人
- 音楽：長洲忠彦、小谷充、竹村次郎、宮川泰、服部克久、たかしまあきひこ、森田公一、小野寺忠和、寺田瀧雄
- 振付：花柳社中
- 替え歌作詞：伊藤アキラ
- プロデューサー：今里照彦[1]、弟子丸千一郎
- 演出：弟子丸千一郎[1]、斉藤正人[4]、平山賢一[5]、山田修爾[6]、滝本裕雄
- 技術：三橋脩哉、他
- TD：佐藤利弘、他
- 映像：秋本浩志、他
- カラー調整：松本修昌、他
- 照明：米山晁、他
- 音声：清水宣宏、他
- 美術製作：丸谷時茂、田島末吉
- 美術デザイン：宮沢利明
- 制作：渡辺正文[6]
- 企画：鬼沢慶一
- 制作著作 → 製作著作：TBS

## ネット局
系列は本放送当時のものを記載。
| 放送対象地域   | 放送局       | 系列                   | 備考                                           |
| -------------- | ------------ | ---------------------- | ---------------------------------------------- |
| 関東広域圏     | 東京放送     | TBS系列                | 製作局 現・TBSテレビ                           |
| 北海道         | 北海道放送   | TBS系列                |                                                |
| 青森県         | 青森テレビ   | TBS系列                |                                                |
| 岩手県         | 岩手放送     | TBS系列                | 現・IBC岩手放送                                |
| 宮城県         | 東北放送     | TBS系列                |                                                |
| 福島県         | 福島テレビ   | TBS系列 フジテレビ系列 |                                                |
| 新潟県         | 新潟放送     | TBS系列                |                                                |
| 石川県         | 北陸放送     | TBS系列                |                                                |
| 山梨県         | テレビ山梨   | TBS系列                |                                                |
| 長野県         | 信越放送     | TBS系列                |                                                |
| 静岡県         | 静岡放送     | TBS系列                |                                                |
| 中京広域圏     | 中部日本放送 | TBS系列                | 現・CBCテレビ                                  |
| 近畿広域圏     | 毎日放送     | TBS系列                |                                                |
| 鳥取県・島根県 | 山陰放送     | TBS系列                |                                                |
| 岡山県         | 山陽放送     | TBS系列                | 現・RSK山陽放送 当時の放送対象地域は岡山県のみ |
| 広島県         | 中国放送     | TBS系列                |                                                |
| 高知県         | テレビ高知   | TBS系列                |                                                |
| 福岡県         | RKB毎日放送  | TBS系列                |                                                |
| 長崎県         | 長崎放送     | TBS系列                |                                                |
| 熊本県         | 熊本放送     | TBS系列                |                                                |
| 大分県         | 大分放送     | TBS系列                |                                                |
| 宮崎県         | 宮崎放送     | TBS系列                |                                                |
| 鹿児島県       | 南日本放送   | TBS系列                |                                                |
| 沖縄県         | 琉球放送     | TBS系列                |                                                |

## 備考
その後の二谷の死去は、『アッコにおまかせ!』2012年1月15日放送分の「芸能&スポーツどばっと一週間」のコーナーでも伝えられたが、その際に二谷が出演していた本番組のオープニング映像が流された。また、『アッコにおまかせ!』司会の和田アキ子が本番組で「酒と泪と男と女」を歌うシーンも放送された。この映像を見た和田は、「二谷さん音楽番組の司会をしてたんですね。音楽番組の司会をしていたことも知らなかったけど、私も出てたんですね」とコメントした。